# Amphimallon fissiceps
Amphimallon fissiceps är en skalbaggsart som beskrevs av Leon Fairmaire 1860. Amphimallon fissiceps ingår i släktet Amphimallon och familjen Melolonthidae. Inga underarter finns listade i Catalogue of Life.